# Zé Ricardo
José Ricardo Mannarino, meglio noto come Zé Ricardo (Rio de Janeiro, 5 giugno 1971), è un allenatore di calcio brasiliano.

## Palmarès

### Competizioni giovanili
- Copa Sao Paulo de Futebol Junior: 1

Flamengo: 2016

### Competizioni statali
- Campionato Carioca: 1

Flamengo: 2017